# Сијудад Лопез Матеос
Сијудад Лопез Матеос (шп. Ciudad López Mateos) је град у Мексику у савезној држави Мексико. Према процени из 2005. у граду је живело 471.904 становника.

## Становништво
Према процени из 2005. у граду је живело 471.904 становника.
| 1990.   | 1995.   | 2000.   | 2005.   |
| ------- | ------- | ------- | ------- |
| 315.059 | 427.192 | 467.544 | 471.904 |